# Gnoriste cornuta
Gnoriste cornuta är en tvåvingeart som beskrevs av Zaitzev 1994. Gnoriste cornuta ingår i släktet Gnoriste och familjen svampmyggor. Inga underarter finns listade i Catalogue of Life.